# Storskogstorget

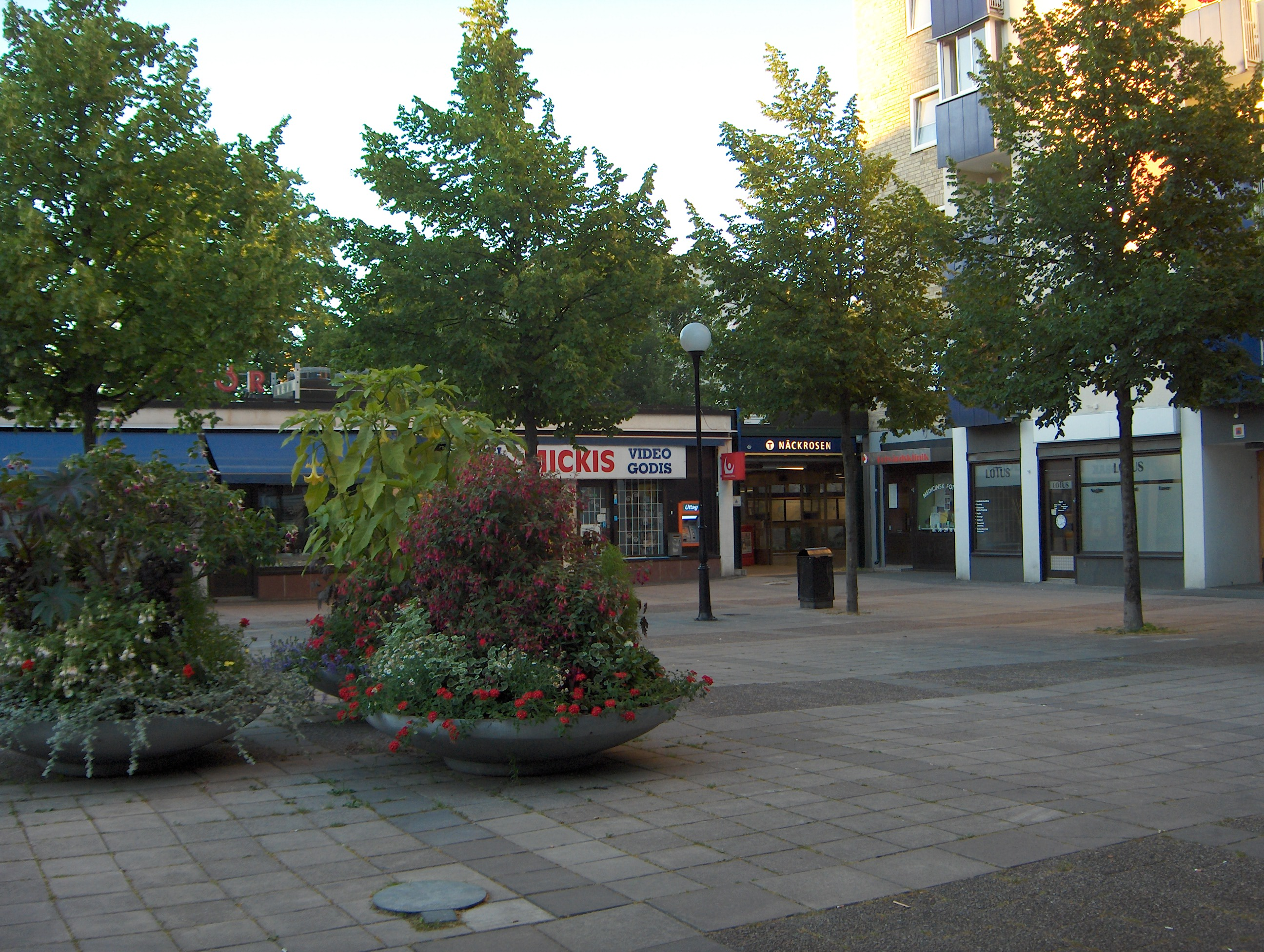
Del av Storskogstorget, med nedgång till tunnelbanan.

Storskogstorget är ett torg i stadsdelen Storskogen i Sundbybergs kommun. Torget invigdes 1958 och utformades i tidens anda av trädgårdsarkitekten N.H. Orénto. Där gavs plats åt sittgrupper, växtlighet och två vattendammar. År 1975 invigdes tunnelbanestationen Näckrosen vars norra uppgång vetter mot Storskogstorget. Runt torget finns även butiker, restauranger och bostadshus.